# Saskatoon Island Provincial Park
Saskatoon Island Provincial Park är en park i Kanada.   Den ligger i provinsen Alberta, i den centrala delen av landet, 3 200 km väster om huvudstaden Ottawa. Saskatoon Island Provincial Park ligger 709 meter över havet. Den ligger vid sjön Saskatoon Lake.
Terrängen runt Saskatoon Island Provincial Park är platt, och sluttar österut. Närmaste större samhälle är Grande Prairie, 18,3 km öster om Saskatoon Island Provincial Park. 
Trakten runt Saskatoon Island Provincial Park består till största delen av jordbruksmark. Runt Saskatoon Island Provincial Park är det mycket glesbefolkat, med 2 invånare per kvadratkilometer.